# リヒテンシュタインの地理

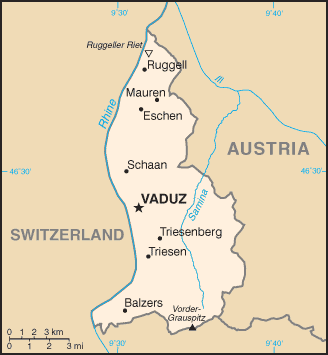
リヒテンシュタイン侯国の地図

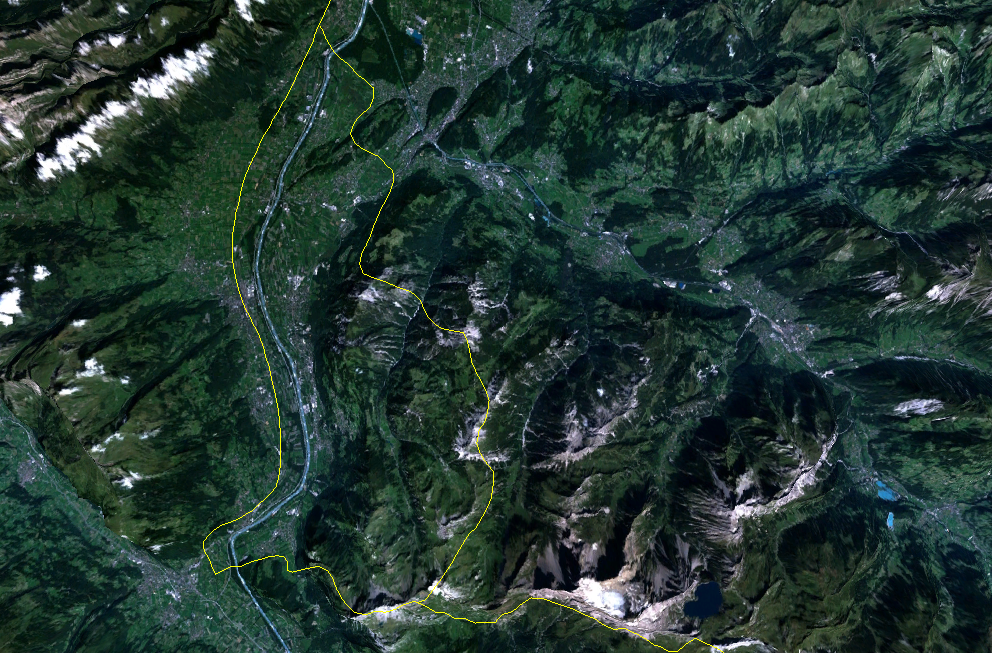
リヒテンシュタインの衛星画像（国境を黄色の線で示している。）

リヒテンシュタインの地理（リヒテンシュタインのちり、英語: Geography of Liechtenstein）では、リヒテンシュタイン公国の地理について記述する。リヒテンシュタイン公国はラインの谷の右岸（東岸）の半分程度を包含し、オーストリアとスイスの間に位置する国である。
ウズベキスタンとともに、リヒテンシュタインは世界に2か国しかない二重内陸国である。標高が高く、非常に多様な微気候を有する国である。
『ザ・ワールド・ファクトブック』所収のデータは以下の通り。
- 座標：

北緯47度10分 東経9度32分 / 北緯47.167度 東経9.533度
- 面積： 160 km²（水面積：0 km²）
- 国境線： 計： 76 km、内訳：  オーストリア 35 km、 スイス 41 km
- 海岸線： 0 km（内陸国であるため）
- 海洋に関する主張： なし（内陸国であるため）
- 気候： 大陸型の気候で、寒く降雨または降雪の頻繁にある曇天の冬と冷涼で適度な温かさを保ち、曇天で高湿の夏が特徴である。標高が多様な微気候を形成する。
- 地形：大部分はアルプス山脈の山がちな地形であり、西部はラインの谷である。
- 天然資源：水力、耕地
- 湖沼：ゲングレ湖、（ガンプリン湖（英語版））など極少数である。
- 自然災害：山での災害（例）雪崩

## 土地利用
耕地： 25.0%、牧場・牧草地： 12.5%、森林： 43.1%（2008年）

## 文化
国民はアレマン人が86%を占め、公用語はドイツ語であるが、日常的にはアレマン語を使用する。主な宗教はキリスト教で、プロテスタント7.1%、カトリック80.4%となっている。

## 環境（国際合意）
- 批准したもの
  - 生物の多様性に関する条約、気候変動枠組条約、ワシントン条約、バーゼル条約、モントリオール議定書、ラムサール条約、Air Pollution、Air Pollution-Nitrogen Oxides、Air Pollution-Sulphur 85, Air Pollution-Sulphur 94、Air Pollution-Volatile Organic Compounds、Desertification
- 署名したが、未批准のもの
  - 京都議定書、国連海洋法条約、Air Pollution-Persistent Organic Pollutants

## 国土の端点
- 北端 - ライン川（北緯47度16分15秒 東経9度31分51秒 / 北緯47.27083度 東経9.53083度）
- 南端 - マゾラコプフ山（英語版）頂（2452 m、北緯47度2分55秒 東経9度33分26秒 / 北緯47.04861度 東経9.55722度）
- 東端 - 国境ポスト 28（ネンツィンゲル・ヒンメル付近、北緯47度2分55秒 東経9度33分26秒 / 北緯47.04861度 東経9.55722度）
- 西端 - ライン川（北緯47度3分46秒 東経9度28分18秒 / 北緯47.06278度 東経9.47167度）
- 最高点 - グラウシュピッツ (2599 m、北緯47度3分10秒 東経9度34分54秒 / 北緯47.05278度 東経9.58167度）
- 最低点 - バングセルフェルド（Bangserfeld、429 m、北緯47度15分57秒 東経9度32分14秒 / 北緯47.26583度 東経9.53722度）